# Hefeystos
Hefeystos – polska grupa muzyczna założona w 1994 roku w miejscowości Rumia. Utwory grupy łączyły wiele stylów: od black metalu, przez metal gotycki, aż po rock awangardowy. Grupa została rozwiązana około 1998 roku tuż po wydaniu drugiej płyty studyjnej pt. Psycho Cafe.

## Skład
- Krzysztof Czop – śpiew, gitara elektryczna
- Rafał Brauer – gitara basowa
- Krzysztof Twardosz – perkusja
- Sławek Kliszewski – perkusja
- Joanna K.[1] – wokal wspierający
- Alicja Szumska – wokal wspierający
- Heiglot – gitara
- Piastun Aothar – perkusja
- Zeffar – gitara
- Piotr Weltrowski – instrumenty klawiszowe
- Nantur Aldaron – gitara basowa

## Gościnna współpraca
- Adam Darski – (występ gościnny na płycie Psycho Cafe[1])

## Dyskografia
Źródło.
- Hefeystos (demo, 1996)
- Hefeystos (LP, 1996)
- Vilce Sjen (EP, 1997)
- Psycho Cafe (LP, 1998)
- Hefeystos / Abusiveness (Split z Abusiveness, 1998)